# 오와레

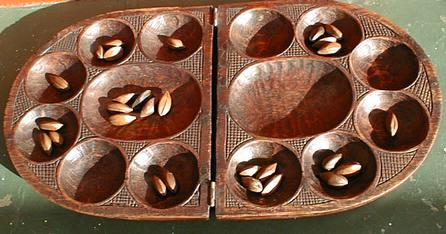
오와레 게임판

오와레(Oware) 또는 아와리(Awari)는 만칼라에서 파생된 추상전략 보드게임이다.12개의 작은 항아리를 가지고 씨앗을 하나씩 나누어 담으면서 구슬을 자기 쪽의 항아리로 옮겨, 씨앗의 수를 비교해 많이 가져간 사람이 승리하는 게임이다.

## 도구
48개의 씨앗과 12개의 구멍이 고리모양으로 배열된 게임판을 사용한다. 게임판에는 자기가 딴 씨앗을 위한 공간이 있는 경우도 있다. 그렇지 않은 경우 판 밖에 씨앗을 빼놓는 것으로 득점을 비교한다.

## 규칙
12개의 칸에 씨앗을 4개씩 놓고 시작한다. 상대방보다 더 많은 씨앗을 따면 이기게 된다. 즉 25개의 씨앗을 따면 이긴다. 위아래를 기준으로 편을 나눈다. 처음으로 자기 진영의 한 곳을 골라 그곳의 씨앗을 한개씩 반시계방향으로 다음 칸에 뿌린다. 단, 이 다음칸에는 씨앗을 고른 칸이나 득점을 나타내는 칸은 포함되지 않는다.
만약 씨앗을 뿌린 이후 그 씨앗이 마지막으로 간 상대 진영의 칸부터 다시 시계방향으로 씨앗이 2개나 3개가 있는 경우, 그 방향으로 연속된 상대 진영의 씨앗을 모두 잡을 수 있다. 그러나 상대방의 모든 씨앗을 잡는 것은 허용되지 않는데 규칙에 따라 다르다.

## 그랜드 슬램
상대방의 모든 씨앗을 잡는 것을 가리킨다. 아래와 같은 규칙이 있다.
- 허용되는 수가 아님, 만약 그랜드슬램만 가능한 경우 몰수패가 됨
- 허용은 되지만 잡은 효과가 발생하지 않고 상대방 차례로 넘어감.
- 허용이 되지만 상대방이 잡은 것으로 처리됨.
- 처음이나 마지막 칸을 빼놓고 잡은 것이 됨.